# Lo studente di Praga (film 1935)
Lo studente di Praga (Der Student von Prag) è un film del 1935 diretto da Artur Robison

## Trama
Praga, alla fine dell'Ottocento. Tra gli studenti, Balduin gode la fama di ottimo schermidore. Quando, durante una serata in un locale dove si festeggia il compleanno della giovane Lydia, che è segretamente innamorata di Balduin, giunge la bella Julia, una cantante lirica, lo studente non ha più occhi che per lei. Tutti insistono perché Julia canti e il troppo esuberante Zavrel cerca addirittura di baciarla. La cosa scatena la gelosia di Balduin che difende l'onore della cantante con la spada. Impressionata dalla sua galanteria, Julia invita il gruppo di studenti a una sua esibizione al Teatro dell'Opera.
Un oscuro personaggio, il dottor Carpis, che è stato uno degli amanti di Julia, mette in guardia Balduin giungendo fino a minacciarlo più o meno velatamente. La cantante ormai si rende per lui irraggiungibile e lo studente si dispera. Carpis, allora, gli propone un patto in cambio del successo. Copre con un mantello nero lo specchio dov'è riflessa l'immagine di Balduin: il giovane dovrà rinunciarvi e Julia sarà sua. Avvenuto il patto, tutto sembra cambiare per Balduin che vince al gioco la fortuna del barone Waldis, un altro ammiratore di Julia.
Una notte, a Balduin appare la propria ombra in sogno. Lo studente, giovane e spensierato, si reca a un ballo in costume insieme a Julia, osservato cupamente da Carpis. Il dottore si presento a Balduin e gli mostra in uno specchio la sua immagine speculare che cammina verso una porta. Il giovane non riesce a crederci e rimane confuso. Mentre si avvia verso la sala da ballo, ha un drammatico scontro con il barone Waldis che finisce per sfidare a duello.
Julia chiede a Balduin di risparmiare Waldis. Convinto che lei ami ancora il suo vecchio amante, Balduin, folle di rabbia, trafigge l'avversario, uccidendolo. Ormai il giovane si rende conto di sprofondare sempre più verso la follia, perseguitato da Carpis. Entra nella stanza dove si trova lo specchio maledetto e tira giù il mantello che lo copre. La sua immagine entra nella camera: ora ci sono due Balduin che sembrano vivere ambedue di vita propria. Lo studente colpisce lo specchio che va in mille pezzi e lui cade, fatalmente colpito a morte.

## Produzione
Il film fu prodotto dalla Cine-Allianz Tonfilmproduktions GmbH, commissionato dalla Tobis Europa-Film AG (Berlin)

### Musica

#### Canzoni
- Wir jubeln singen trinken di Theo Mackeben
- Es zogen 2 Spieleut im Lande herum di Theo Mackeben

## Distribuzione
Uscì nelle sale cinematografiche tedesche il 10 dicembre 1935 e fu distribuito in Austria dalla Tobis-Sascha Film-Vertrieb.
La British Broadcasting Corporation (BBC) ne ottenne i diritti di distribuzione per il Regno Unito.